# Etrema glabriplicatum
Etrema glabriplicatum é uma espécie de gastrópode do gênero Etrema, pertencente à família Clathurellidae.